# Franz Hollube
Franz Hollube (22. listopadu 1900 Střekov – 15. února 1985) byl československý politik německé národnosti a meziválečný poslanec Národního shromáždění za Sudetoněmeckou stranu.

## Biografie
Narodil se v Střekově u Ústí nad Labem. Profesí byl zedník.
K roku 1936 se bytem uvádí v Starém Harcově.
V parlamentních volbách v roce 1935 se stal poslancem Národního shromáždění. Poslanecké křeslo ztratil na podzim 1938 v důsledku změny hranic Československa.